# Утин, Борис Исаакович
Борис Исаакович Утин (3 ноября 1832 — 13 июля 1872) — русский юрист, публицист, профессор Санкт-Петербургского университета.

## Биография
Родился в семье крещёного еврея, купца III гильдии (впоследствии I гильдии) Исаака Иосифовича Утина (Утевского, 1812—1876), уроженца Гомеля, содержавшего винные откупы в Архангельске и перебравшегося в 1840-х гг. в Петербург. Мать — Мария Утевская. В 1838 году семья жила в Киеве, к 1841 году в Херсоне. Летние месяцы семья Утиных обычно проводила за границей.
Поступил в Петербургский университет. С 23 апреля по 26 сентября 1849 г. был арестован по делу петрашевцев. Учился в Императорском Юрьевском (Дерптском) университете. В это время входил в круг поэтессы Каролины Карловны Павловой, влюбившейся в него и посвятившей ему несколько стихотворений («утинский цикл»). Кончил курс в 1857 г. (магистерская «Ueber die Ehrenverletzung nach russischen Recht seit dem XVIII Jahrhundert»: «Об оскорблении чести в соответствии с российским законодательством, начиная с XVIII века»).
В 1859—1861 гг. в Петербургском университете, экстраординарный профессор по кафедре энциклопедии законоведения. Либерал, сторонник конституционных реформ, защитник университетских свобод. В феврале-марте 1861 г. в Петербурге начались студенческие волнения участием студентов в похоронах Тараса Григорьевича Шевченко (27 февраля) и в панихиде по жертвам расстрела манифестации в Варшаве (1 марта), 24 марта университет был закрыт. В сентябре-октябре 1861 г. студенческие волнения возобновились и в декабре последовала высылка из Петербурга пятерых студентов — зачинщиков беспорядков, а ещё 32 студента были исключены из университета, который был вновь закрыт. В волнениях участвовали братья Б. Утина Николай и Евгений. Поддерживая корпоративное студенческое движение, призывал к умеренности, но затем вместе с профессорами Константином Дмитриевичем Кавелиным, Александром Николаевичем Пыпиным, Владимиром Даниловичем Спасовичем и Mихаилом Mатвеевичем Стасюлевичем подал в отставку в знак протеста против расправы над участниками студенческих волнений. В 1862 г. был профессором Вольного Университета, читал лекции безвозмездно. С 1862 по 1869 г. преподавал в Училище правоведения. Последние годы жизни состоял членом Петербургского окружного суда и судебной палаты.
Был известен моральным ригоризмом, высокой порядочностью.
Похоронен в семейной усыпальнице на Новодевичьем кладбище в Петербурге.

## Семья
- Отец — Исаак Иосифович Утин (1812—1876) — фридрихсгамский первостатейный купец.
- Мать — Мария Исааковна Утина (ум. 1870).
- Сестра — Софья Кларк (1831—1907), жена Александра Феликсовича Кларка (1821—1905), британского подданного и коммерц-советника, совладельца фирмы «Кларк и Ко», которая экспортировала русский лес и хлеб.
  - Племянник Александр Александрович Кларк.
  - Племянник Федор Александрович Кларк, сын Александр Федорович Кларк.
  - Племянница (?)
- Брат — Александр Утин (1836—1899).
- Брат — Лев Утин (1838—1886), нотариус, имел контору на Невском проспекте.
- Сестра — Любовь Стасюлевич (1838—1917), переводчица, начальница Бестужевских курсов[4]. Жена Михаила Матвеевича Стасюлевича.
- Брат — Яков Утин (1839—1916) — предприниматель, финансист, тайный советник. Председатель Петербургского учётного и ссудного банка (Невский пр., 30), председатель правления страхового общества «Россия», входил в руководящие органы ряда металлургических, машиностроительных, нефтяных, золотодобывающих обществ. Состоял в совете фондового отдела Петербургской биржи.
  - Племянник Сергей Яковлевич Утин — обер-прокурор, тайный советник, архимандрит.
- Брат — Николай Утин (1841—1883) — революционер.
- Брат — Евгений Утин (1843—1894) — адвокат.

## Научная деятельность
Изучал историю и теорию законоведения. В частности, историю русского права и современное английское право. Занимался г.о. вопросами, связанными с муниципальными и конституционными реформами, сторонником которых являлся. Печатался в журналах «Современник», «Отечественные записки», «Русский вестник», с 1866 г. в журнале «Вестник Европы (1866—1918)».

## Сочинения
- Английская юридическая литература: (Лорд Брум о судеб. учреждениях). Сочинение Мена о «Древнем праве, [его связи с древней историей общества и его отношении к новейшим идеям]». СПб., 1861.
- Муниципальные учреждения: По поводу соч. г. Второва: «Сравнительное обозрение муниципальных учреждений Франции, Бельгии, Италии, Австрии и Пруссии, с присовокуплением очерка местного самоуправления в Англии». СПб., 1864 г. 1-2. СПб., 1864.
- Конституционное начало, его историческое развитие и его взаимодействия с политическим и общественным бытом государств и народов : В 2-х ч. / Изд. бар. Августом Гакстгаузеном ; Пер. с нем. Б. Утина и К. Кавелина. СПб., 1866.
- Об ответственности железных дорог пред частными лицами. СПб., 1872.

## Архивы
- ИРЛИ. Ф. 360; 58 ед. хр.; 1818—1871. Статьи, лекции, очерк о жизни Фридриха Великого, воспоминания (в том числе по делу М. В. Петрашевского). Письма.
- ЦГИА. Ф. 355. Опись 1 № 4074 Утин Борис, магистр, 1862—1869.
- ЦГИА. Фонд 139. Опись 1 № 6101 Об увольнении исполняющего должность экстраординарного профессора С.-Петербургского университета Утина от службы при университете и о переводе его на службу в училище Правоведения, 1861.
- ЦГИА. Ф. 14. Опись 1 № 6061 Об определении магистра Утина в Санкт-Петербургский университет исполнять должность экстраординарного профессора по кафедре энциклопедии законоведения, 1859—1863.
- ЦГИА. Ф. 139. Опись 1 № 5912 Об учреждении при С.-Петербургском университете, вместо одной существующей, две кафедры для энциклопедии законоведения, читаемой в юридическом факультете, и об определении на эту кафедру магистра Дерптского университета Утина, 1859.